# Makalero (Sprache)

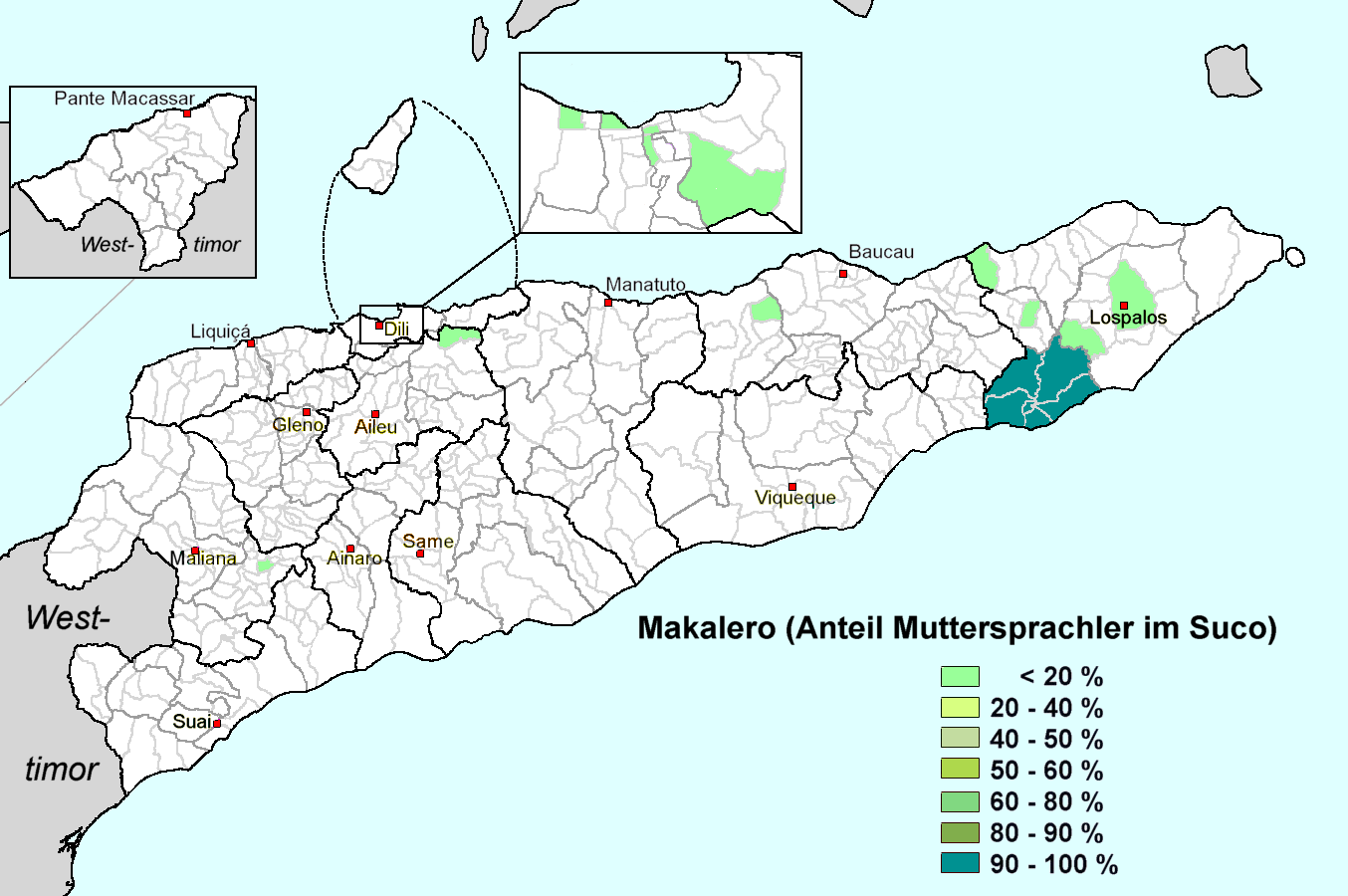
Anteil von Makalero-Muttersprachlern in den Sucos Osttimors

Makalero (Macalero, Maklere) ist eine Papuasprache in Osttimor. Sie wird traditionell nur im Verwaltungsamt Iliomar (Gemeinde Lautém) gesprochen. Eine größere Gruppe Makaleros lebt in der Gemeindehauptstadt Lospalos (in Sawarica und Natura) und in der Landeshauptstadt Dili (etwa 610, hauptsächlich in Becora). Insgesamt ist Makalero für 8.686 Osttimoresen die Muttersprache (2010). Sie ist eine der 15 in der Verfassung anerkannten Nationalsprachen Osttimors. 

## Eigenständige Sprache oder Dialekt?
Makalero ist sehr nahe mit der größeren Sprache Makasae verwandt. Auffällig sind die großen Gemeinsamkeiten im Vokabular. Grammatikalisch gibt es aber einige Unterschiede, wobei Makalero etwas konservativer ist als Makasae. Bis zu einem gewissen Grad ist eine Verständigung zwischen Makalero und Makasae möglich. Bei Ethnologue wurde Makalero bis 2015 als Dialekt des Makasae gesehen, und auch viele Makalero-Sprecher bezeichnen ihre Sprache als Dialekt des Makasae.
| Zahlen in Makalero und Makasae |          |         |
| Zahl                           | Makalero | Makasae |
| 1                              | u        | u       |
| 2                              | loloi    | lola’e  |
| 3                              | lolitu   | lolitu  |
| 4                              | fat      | loloha  |
| 5                              | lima     | lima    |
| 6                              | douh     | daho    |
| 7                              | fitu     | fitu    |
| 8                              | afo      | afo     |
| 9                              | siwa     | siwa    |
| 10                             | ruru-u   | ruru-u  |